# Жнецы (картина Пикассо)
«Жнецы» (фр. Les Moissonneurs) — картина испанского/французского художника Пабло Пикассо, написанная в 1907 году. Картина находится в Музее Тиссен-Борнемиса в Мадриде (в коллекции Кармен Тиссен-Борнемиса).

## Описание
Как и другие художники его круга, Пикассо искал новые приёмы, которые бы позволили ему создавать масштабные, насыщенные формами композиции. В результате его опытов 1906—1907 гг. были написаны четыре крупнейших полотна: «Гарем», «Авиньонские девицы», «Крестьяне» и «Жнецы». Но если в первых двух фигуры расположены в замкнутом пространстве, намекая на болезнь и вырождение, в двух последних свободное движение фигур в сельской атмосфере означает совсем противоположное, а именно — здоровье и гармонию. В формальном отношении «Жнецы» также отличаются от «Авиньонских девиц», поскольку здесь художник экспериментирует преимущественно в двухмерном плане, в чем очевидна перекличка с живописью Анри Матисса, хотя Пикассо использует более резкие цвета.